# Али, Айреш
Айреш Бонифасиу Баптишта Али (порт. Aires Bonifácio Baptista Ali; родился 6 декабря 1955 года, Унанго, провинция Ньяса, Мозамбик) — мозамбикский политик, премьер-министр с 16 января 2010 года по 8 октября 2012 года.
В 1976 году начал работать учителем в средней школе в Намаача. Год спустя стал директором средней школы в Мапуту. С 1980 по 1986 год Али занимал должность директора по вопросам образования и культуры в провинции Нампула. С 1989 по 1990 год был начальником канцелярии министра просвещения. С 1995 по 2000 год он был губернатором провинции Ньяса, затем с 2000 по 2004 год губернатором провинции Иньямбане. В феврале 2005 года он стал министром образования и культуры в правительстве премьер-министра Луизы Диого и проработал им до января 2010 года.
16 января 2010 года, через три дня после отставки кабинета премьер-министра Диогу, президент Армандо Гебуза назначил его новым главой правительства.. Исполнял эту должность до 8 октября 2012 года.